# Stanisława Leszczyńska
Stanisława Leszczyńska (Łódź, 8 de mayo de 1896-Łódź, 11 de marzo de 1974) fue una matrona polaca mundialmente conocida como La partera de Auschwitz por haber estado recluida en el campo de exterminio de Auschwitz mientras asistía a las prisioneras en el nacimiento de aproximadamente 3000 niños.

## Biografía[1]
Hija mayor de un matrimonio católico con tres hijos, su padre Jan Zambrzycki, era carpintero y su madre Henryka obrera en una fábrica. De niña vivió en Río de Janeiro donde emigró su familia en busca de mayores oportunidades de vida, sin embargo regresaron a Polonia luego de dos años.
En 1916 Stanisława se casó con Bronisław Leszczyński, con quien tuvo cuatro hijos. En 1922 se matriculó de Matrona en la Universidad de Varsovia.

### Segunda Guerra Mundial
Luego de la Invasión alemana de Polonia de 1939, el domicilio de la familia Leszczyński quedó dentro del trazado del Gueto de Łódź. Jan y Stanisława ayudaron a los judíos con alimentos y documentación falsa, pero la Gestapo descubrió y capturó a Stanisława junto con sus tres hijos menores el 18 de febrero de 1943.
Jan debió huir de la ciudad con el mayor de los hijos. Nunca volvió a ver a su esposa; murió en el Alzamiento de Varsovia.

## Prisionera en Auschwitz
Los nazis separaron a Stanisława de sus hijos Sylwia (23), Stanisław (20) y Henryk (19) quienes fueron enviados al campo de concentración de Mauthausen-Gusen en Austria.
Cuando llegó al campo, las mujeres embarazadas eran asesinadas tras dar a luz y los bebés ahogados en un barril. Más tarde, los bebes rubios y de ojos azules empezaron a ser enviados a orfanatos de Alemania donde se los adoctrinaría.
Fue entrevistada por Josef Mengele quien le ordenó practicar la eutanasia a los recién nacidos, Stanisława respondió "No, ni ahora ni nunca". Increíblemente Mengele no asesinó a Leszczyńska, limitándose a solicitarle informes sobre los casos de fiebre puerperal y fallecimiento en el parto.
Mutti (Madre) como la apodaron en el campo, asistió en el parto a aproximadamente 3000 mujeres en condiciones infrahumanas: barracones fríos, llenos de ratas y piojos, inundados, y cuidó a los recién nacidos hasta donde pudo con muy pocas provisiones; las madres no tenían leche porque la mayoría estaban desnutridas, no había calefacción y los nazis no daban colchas. Se estima que solo 30 nacidos en el campo sobrevivieron, sin embargo otros cientos que reunían las características físicas pretendidas por los nazis sobrevivieron al ser enviados a orfanatos, aunque probablemente nunca conocieron a su verdadera familia.
Permaneció en el campo hasta su liberación por las tropas soviéticas el 26 de enero de 1945. Sus hijos prisioneros en Austria también sobrevivieron a la guerra.

## Homenajes

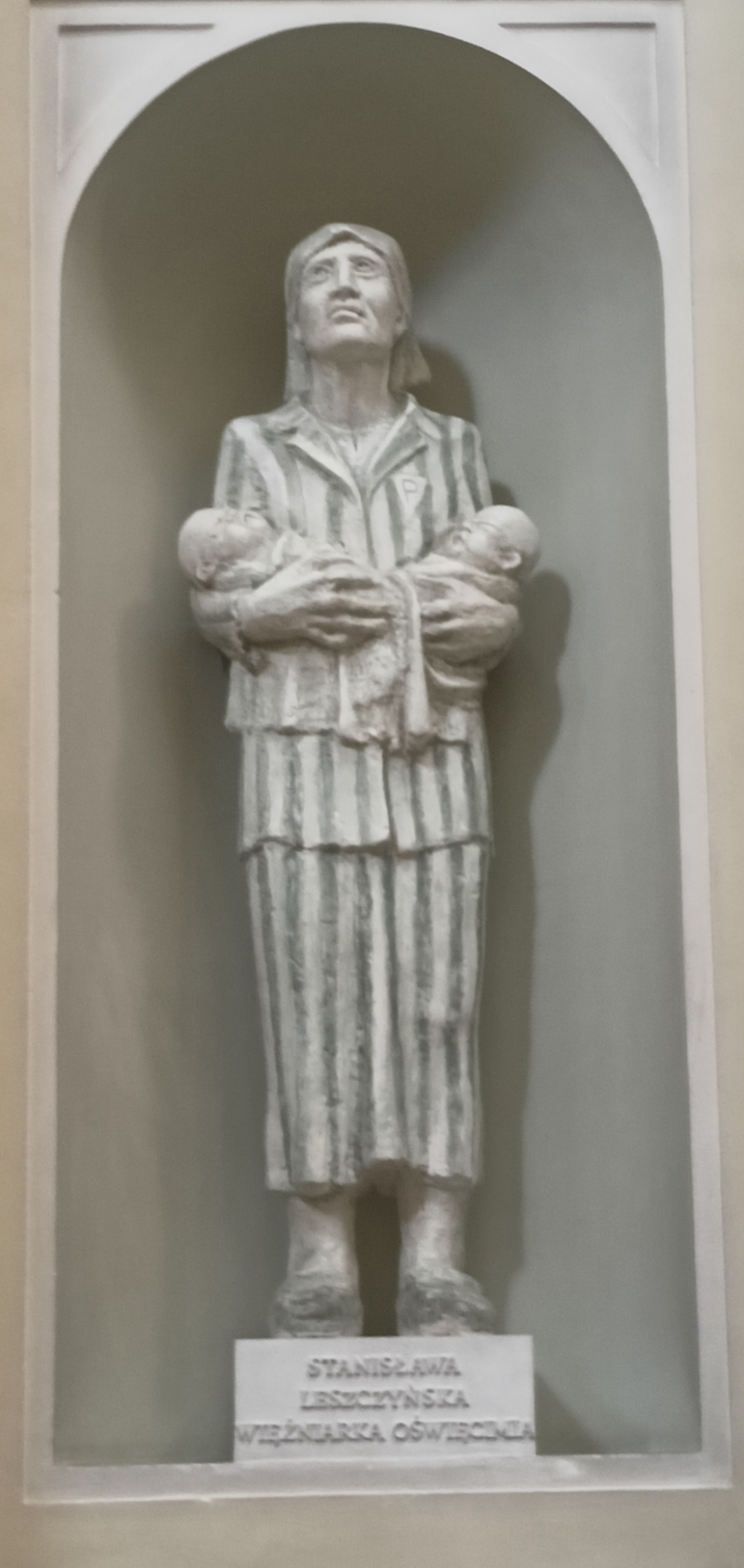
Imagen de Stanisława Leszczyńska en la iglesia de Santa Ana de Varsovia.

En 1985 le fue concedida póstumamente la Cruz de Auschwitz
El 27 de enero de 1970, exactamente 25 años después de la liberación del campo, Stanisława asistió a un homenaje público en Varsovia donde se reunió con ex-prisioneras y sus hijos ya adultos nacidos en Auschwitz que Stanisława había ayudado a venir al mundo, bautizó en la fe católica y cuidó como pudo.
Actualmente la avenida principal que conecta con la entrada de Auschwitz lleva su nombre, como así también varios hospitales de Europa, entre ellos la Escuela de Obstetricia de Cracovia.

## Beatificación y canonización
La Iglesia católica inició el proceso de beatificación de Stanisława el 11 de marzo de 1992, teniendo el título de Sierva de Dios
El 11 de marzo de 2024 se cerró la primera fase del proceso en la Arquidiócesis de Łódź, durante el cual se recopilaron los testimonios de 56 testigos, entre ellos, compañeros en el campo de concentración.